# 襄城郡 (隋朝)
襄城郡，中国隋朝时设置的郡。
大业初改汝州置，治所在承休县（今河南省汝州市）。隋朝时，户十万五千九百一十七，下领八县：承休县、梁县、郏城县、阳翟县、汝源县、汝南县、鲁县、犨城县。辖境相当今河南省汝州、汝阳、禹州、郏县、宝丰、鲁山等市县。唐朝武德四年（621年）改为伊州。 